# Iácobos Argyrópoulos (1845-1923)
Pour les articles homonymes, voir Famille Argyropoulos, Iácobos Argyrópoulos et Argyropoulos.
Iácobos ou Iacovos Argyrópoulos (1845-1923) est un diplomate grec.

## Biographie
Iácobos Argyrópoulos est issu de la famille Argyropoulos, une famille grecque d'origine phanariote. Il est ainsi le fils du ministre grec des Affaires étrangères Periklís Argyrópoulos et d'Aglaë Rosetti. Provenant d'une fratrie de 5 enfants, il est également le petit-fils de Iácobos Argyrópoulos, ministre ottoman à Berlin ainsi que Grand Drogman (équivalent du ministre des Affaires étrangères de l'Empire ottoman) et gendre du prince Mihail II Șuțu. Iácobos est ainsi le cousin proche du Premier ministre Aléxandros Mavrokordátos, de l'aviateur Emmanuel Argyropoulos, du gouverneur et ministre Periklís Argyrópoulos ainsi que du sénateur français Guy de Wendel.
Iácobos débute rapidement une carrière dans les relations internationales pour devenir diplomate, comme de nombreux autres membres de sa famille (son père, son grand-père et plusieurs de ses oncles). Il obtient ainsi la charge de consul du royaume de Grèce à Smyrne, qui est alors une des principales villes côtières turques de l'Empire ottoman.
Il devient ensuite ambassadeur grec en Serbie, siégeant dans la ville de Belgrade.

## Descendance
Iácobos Argyrópoulos se marie deux fois. La première fois avec Aspasia Petrákis et la seconde fois avec Despina Pandelidi. Aspasia était d'ailleurs la fille d'Anárgyros Petrákis (1793-1876), 1er maire d'Athènes, et la sœur de Periklís Petrákis, ministre grec de la Justice au milieu des années 1860. Iácobos aura ainsi 5 enfants :
- Helene Argyropoulou (1874-1930), épouse du militaire et athlète Pétros Mános. Ils seront les parents d'Aspasía Mános, princesse de Grèce et de Danemark.
- Periklís Argyrópoulos (1871-1953), ministre grec des Transports et amiral.
- Cimon Argyropoulos (né en 1878), contre-amiral et ambassadeur de Grèce aux Nations unies.
- Stéphanie Argyropoulou
- Alexandre Argyropoulos (1894-1978), ambassadeur.